# De donkere dame van Shakespeares sonnetten
De donkere dame van Shakespeares sonnetten is een hoorspel naar het toneelstuk The Dark Lady of the Sonnets (1910) van George Bernard Shaw. Het werd vertaald door Nina Bergsma en de NCRV zond het uit op vrijdag 6 februari 1970, van 21.26 uur tot 22.00 uur. De regisseur was Wim Paauw.

## Rolbezetting
- Willy Brill (koningin Elisabeth I van Engeland)
- Jules Croiset (William Shakespeare)
- Trudy Libosan (Mary Fitton, een hofdame)
- Hans Veerman (een soldaat van de lijfwacht)

## Inhoud
In zijn 127ste sonnet zegt Shakespeare dat zwart de schoonheid van haar troon heeft verdreven. “Maar deze rouw past zo der liefde pijn, dat ieder zegt: zo moet de schoonheid zijn.” In het 129ste sonnet geldt van de wellust: “Het proeven zoet, maar smerig na het eten.” Zwart en wellustig is het hofdametje dat – in het spel van Shaw – bemind wordt door Shakespeare. Terwijl hij, bij een zij-uitgang van het paleis, op haar staat te wachten, ontmoet hij plotseling de ware, blonde schoonheid: koningin Elizabeth. Tussen beiden ontstaat een fel woordduel. Shakespeare laat zich niet onbetuigd: “Mijn vader heeft maar één huwelijk gesloten; Harry Tudor is zesmaal getrouwd geweest. U moest blozen bij het noemen van zijn naam.” Evenals Shaw, die met zijn kunst wilde irriteren en hervormen, vaart Shakespeare uit tegen de gevestigde orde, dus ook tegen zijn koningin, haar positie, haar grillen…